# Guessling-Hémering
Guessling-Hémering est une commune française située dans le département de la Moselle et le bassin de vie de la Moselle-Est, en région Grand Est.

## Géographie
Le village se trouve à environ 35 kilomètres de Metz et une quinzaine de kilomètres de Saint-Avold.
| Pontpierre           | Teting-sur-Nied    | Lelling  |
|                      | Guessling-Hémering |          |
| Vahl-lès-Faulquemont |                    | Bistroff |

### Hydrographie

#### Réseau hydrographique
La commune est située dans le bassin versant du Rhin au sein du bassin Rhin-Meuse. Elle est drainée par le ruisseau de la Peche et le ruisseau de l'Étang de Sauerloch.

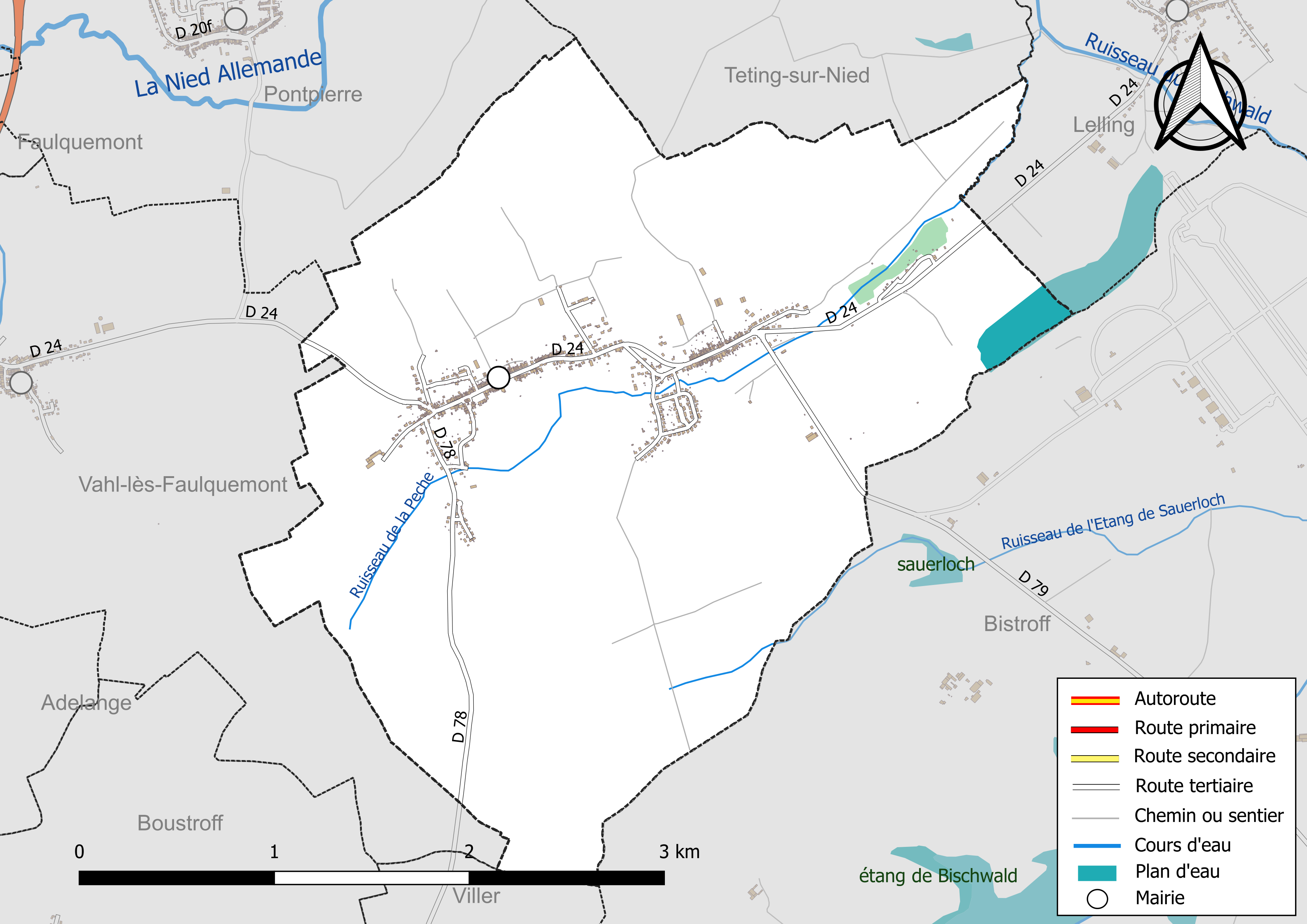
Réseaux hydrographique et routier de Guessling-Hémering.

#### Gestion et qualité des eaux
Le territoire communal est couvert par le schéma d'aménagement et de gestion des eaux (SAGE) « Bassin Houiller ». Ce document de planification, dont le territoire est approximativement délimité par un triangle formé par les villes de Creutzwald, Faulquemont et Forbach, d'une superficie de 576 km2, a été approuvé le 27 octobre 2017. La structure porteuse de l'élaboration et de la mise en œuvre est la région Grand Est. Il définit sur son territoire les objectifs généraux d’utilisation, de mise en valeur et de protection quantitative et qualitative des ressources en eau superficielle et souterraine, en respect des objectifs de qualité définis dans le SDAGE  du Bassin Rhin-Meuse.

### Climat
Pour des articles plus généraux, voir Climat du Grand Est et Climat de la Moselle.
En 2010, le climat de la commune est de type climat des marges montargnardes, selon une étude du Centre national de la recherche scientifique s'appuyant sur une série de données couvrant la période 1971-2000. En 2020, Météo-France publie une typologie des climats de la France métropolitaine dans laquelle la commune est exposée à un climat semi-continental et est dans la région climatique  Lorraine, plateau de Langres, Morvan, caractérisée par un hiver rude (1,5 °C), des vents modérés et des brouillards fréquents en automne et hiver. 
Pour la période 1971-2000, la température annuelle moyenne est de 9,6 °C, avec une amplitude thermique annuelle de 16,7 °C. Le cumul annuel moyen de précipitations est de 864 mm, avec 11,6 jours de précipitations en janvier et 9,3 jours en juillet. Pour la période 1991-2020, la température moyenne annuelle observée sur la station météorologique de Météo-France la plus proche, « Lesse_sapc », sur la commune de Lesse à 13 km à vol d'oiseau, est de 10,7 °C et le cumul annuel moyen de précipitations est de 694,0 mm. 
La température maximale relevée sur cette station est de 40 °C, atteinte le 25 juillet 2019 ; la température minimale est de −20,7 °C, atteinte le 20 décembre 2009,,. 
Les paramètres climatiques de la commune ont été estimés pour le milieu du siècle (2041-2070) selon différents scénarios d'émission de gaz à effet de serre à partir des nouvelles projections climatiques de référence DRIAS-2020. Ils sont consultables sur un site dédié publié par Météo-France en novembre 2022.

## Urbanisme

### Typologie
Au 1er janvier 2024, Guessling-Hémering est catégorisée bourg rural, selon la nouvelle grille communale de densité à sept niveaux définie par l'Insee en 2022.
Elle est située hors unité urbaine. Par ailleurs la commune fait partie de l'aire d'attraction de Saint-Avold (partie française), dont elle est une commune de la couronne,. Cette aire, qui regroupe 28 communes, est catégorisée dans les aires de moins de 50 000 habitants,.

### Occupation des sols
L'occupation des sols de la commune, telle qu'elle ressort de la base de données européenne d’occupation biophysique des sols Corine Land Cover (CLC), est marquée par l'importance des territoires agricoles (64,3 % en 2018), une proportion sensiblement équivalente à celle de 1990 (65,1 %). La répartition détaillée en 2018 est la suivante : 
forêts (28,2 %), zones agricoles hétérogènes (24 %), prairies (21 %), terres arables (19,4 %), zones urbanisées (6,6 %), zones humides intérieures (0,9 %). L'évolution de l’occupation des sols de la commune et de ses infrastructures peut être observée sur les différentes représentations cartographiques du territoire : la carte de Cassini (XVIIIe siècle), la carte d'état-major (1820-1866) et les cartes ou photos aériennes de l'IGN pour la période actuelle (1950 à aujourd'hui).

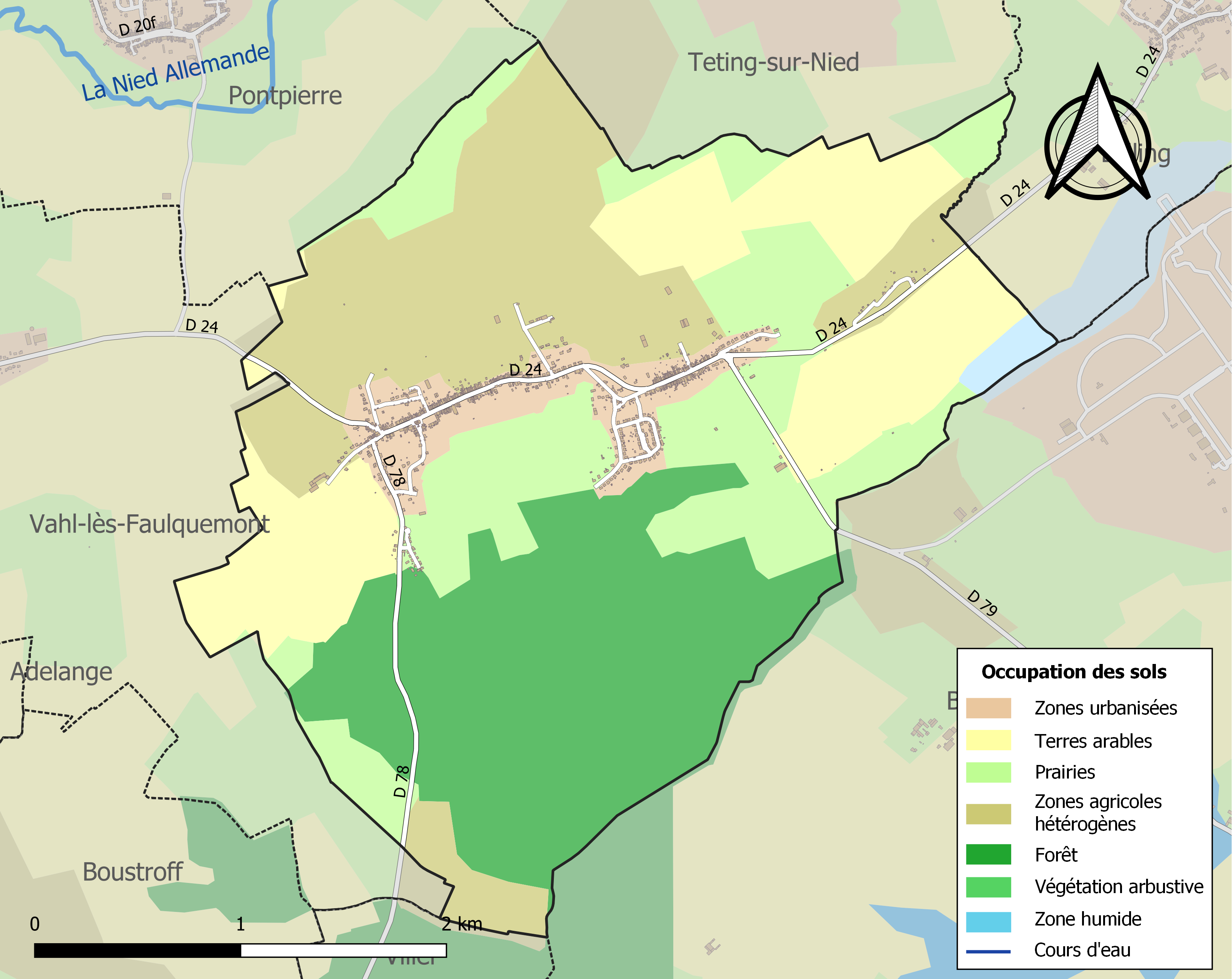
Carte des infrastructures et de l'occupation des sols de la commune en 2018 (CLC).

## Toponymie
Gessling-Hemering en francique lorrain.
Guesseling-Hemering (1801), Guessling-Hémering (1956).
- Guessling : Guaselinga (1267), Gosselingen (1309), Gesslingen (1341), Gösselingen (1459), Gosseling (1544), Geysslingen (1594), Gosling (1606), Kesling (XVIIe siècle), Guecheling (1681), Goesling (1764), Guesselin (carte Cassini). En allemand : Goesslingen[15].
- Hémering : Heinmeringen et Hemeringen (1341), Hemeringen (1459), Hemmering (XVIIIe siècle), Hemering (1793). En allemand: Heimringen[15].

## Histoire
Au Moyen Âge, les moines revenaient dans les villages trois fois dans l'année pour dicter aux habitants ce qu'il fallait payer. Cette situation dura jusqu'en 1758, date à laquelle un vicaire résident fut nommé dans les villages.[évasif]
Guessling et Hémering ont dépendu de l'ancienne province des Trois-Évêchés.
Guessling passe en 1648 sous la souveraineté de la France. La vouerie est donnée en fief aux seigneurs de Varsberg, puis aux Eltz, seigneurs de Freistroff jusqu’en 1733, date à laquelle elle fut rachetée par l'abbaye de Saint-Avold qui la possède jusqu’à la Révolution sous la haute vouerie et souveraineté de l’évêché de Metz. Une partie de la vouerie est dégagée, période de 1599-1681, aux seigneurs de Nimsgern.
Une première église est construite à Guessling en 1690. D’abord annexe de la paroisse de Boustroff, elle est administrée depuis 1730 par un vicaire résident puis[Quand ?] est érigée en paroisse de l’archiprêtré de Morhange. L’église Saint-Gangoulf qui la remplace est construite en 1848.
Entre 1790 et 1794, Guessling a « absorbé » le hameau Hemering.

## Démographie
L'évolution du nombre d'habitants est connue à travers les recensements de la population effectués dans la commune depuis 1793. Pour les communes de moins de 10 000 habitants, une enquête de recensement portant sur toute la population est réalisée tous les cinq ans, les populations de référence des années intermédiaires étant quant à elles estimées par interpolation ou extrapolation. Pour la commune, le premier recensement exhaustif entrant dans le cadre du nouveau dispositif a été réalisé en 2008.

En 2022, la commune comptait 924 habitants, en évolution de +0,87 % par rapport à 2016 (Moselle : +0,52 %, France hors Mayotte : +2,11 %).
| 1793 | 1800 | 1806 | 1821 | 1836 | 1841 | 1861 | 1866 | 1871 |
| ---- | ---- | ---- | ---- | ---- | ---- | ---- | ---- | ---- |
| 640  | 438  | 779  | 831  | 984  | 979  | 969  | 958  | 912  |

| 1875 | 1880 | 1885 | 1890 | 1895 | 1900 | 1905 | 1910 | 1921 |
| ---- | ---- | ---- | ---- | ---- | ---- | ---- | ---- | ---- |
| 880  | 798  | 774  | 769  | 704  | 669  | 646  | 691  | 644  |

| 1926 | 1931 | 1936 | 1946 | 1954 | 1962 | 1968 | 1975 | 1982 |
| ---- | ---- | ---- | ---- | ---- | ---- | ---- | ---- | ---- |
| 627  | 622  | 621  | 625  | 687  | 800  | 738  | 729  | 813  |

| 1990 | 1999 | 2006 | 2008 | 2013 | 2018 | 2022 | - | - |
| ---- | ---- | ---- | ---- | ---- | ---- | ---- | - | - |
| 863  | 891  | 893  | 894  | 912  | 922  | 924  | - | - |

## Culture locale et patrimoine

### Association pour la Sauvegarde du Patrimoine et de l'Histoire de Guessling-Hémering
Créée en 2008 par François FOLSCHWEILLER, l'Association pour la Sauvegarde du Patrimoine et de l'Histoire de Guessling-Hémering réalise un travail de recherche et de sauvegarde de la mémoire Locale.
Depuis sa création, l'association a œuvré à la restauration d'une statue de la Vierge à l'Enfant, à l'érection d'une stèle en hommage au Général Schmitz, puis d'une stèle en hommage au Colonel Margotty. Pour le centenaire de la Première Guerre Mondiale, l'association a réalisé un travail de collecte de documents, qu'elle a exposés lors d'une exposition organisée à Guessling-Hémering. En 2018, elle a mis à l'honneur l'histoire des Suisses du village via la restauration d'un costume et l'édition d'une brochure dédiée.
Depuis le lancement de l'association, plusieurs brochures ont été éditées concernant l'histoire des pompiers de Guessling-Hémering, la Première Guerre Mondiale, Jean-Baptiste Margotty, les suisses d'Église.
L'association gère le site internet d'histoire local.

### Sobriquet
Gesslinger Dickkepp (les têtes de bois de Guessling).

### Lieux et monuments

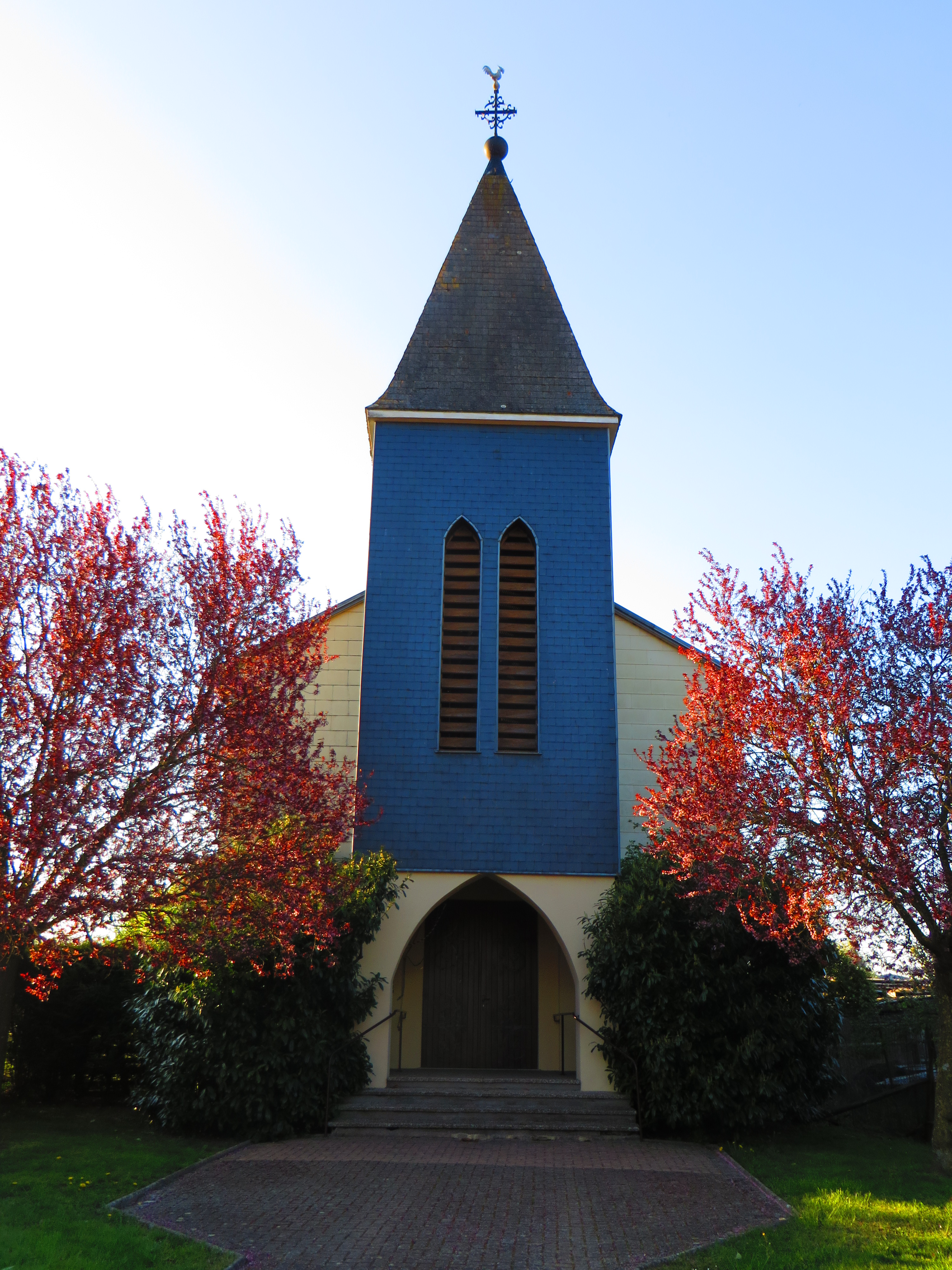
Chapelle de la Très-Sainte-Vierge-Marie d’Hémering.

#### Édifices civils
- Bâtiment dit le Hof (la cour), maison seigneuriale jusqu'à la Révolution. Aujourd'hui, elle désigne une place centrale du village.

#### Édifices religieux
- Église Saint-Gangoulf de Guessling, 1848, grande église-grange.
- Chapelle de la Très-Sainte-Vierge-Marie d’Hémering : une première chapelle dédiée à la Vierge Marie est construite en 1818. Fortement endommagée en 1940, elle est démolie. Une chapelle neuve est édifiée au même endroit en 1960 à l’initiative d’Édouard Robin, curé de la paroisse.

### Personnalités liées à la commune
- Le général Nicolas Schmitz (1768-1851), général de brigade de la Révolution et de l’Empire, né à Guessling-Hémering.
- Fabienne Jacob, (1959-) écrivain.

### Héraldique
| Blason de Guessling-Hémering | Blason  | Coupé: au 1er de gueules à deux cailloux d'or, au 2e de sable au lion léopardé d'argent, couronné, armé et lampassé d'or; à la crosse d'or brochant sur le tout. |
| Blason de Guessling-Hémering | Détails | Le statut officiel du blason reste à déterminer. |